# کوزیووو
کوزیووو (به بلغاری: Kuzyovo) یک منطقهٔ مسکونی در بلغارستان است که در شهرستان بلیتسا واقع شده‌است.
 کوزیووو ۱۴٬۵۴۸ کیلومتر مربع مساحت و ۲۷۲ نفر جمعیت دارد و ۱٬۳۳۶ متر بالاتر از سطح دریا واقع شده‌است.